# 平陵駅
平陵駅（ピョンヌンえき）は江原道東海市にかつて存在した韓国鉄道公社嶺東線の駅である。

## 歴史
- 1961年5月5日：開業。
- 1969年6月23日：廃止[1]